# الکس بل

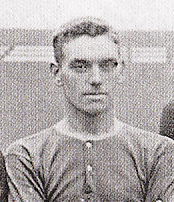
تیم منچستریونایتد FC 1908-1909 با جام های قهرمانی خود در آن فصل ژست گرفت، آنها عبارتند از: FA Charity Shield، لیگ فوتبال (گروه اول) و جام حذفی.

الکس بل (انگلیسی: Alex Bell؛ ۱۸۸۲ – ۱۹۳۴ (۵۱−۵۲ سال)) یک بازیکن فوتبال اهل بریتانیا بود.
از باشگاه‌هایی که در آن بازی کرده‌است می‌توان به باشگاه فوتبال منچستر یونایتد و باشگاه فوتبال بلکبرن راورز اشاره کرد.